# 第1回ゲストは大崎一万発
第1回ゲストは大崎一万発（だいいっかいゲストはおおさきいちまんぱつ）は、2012年7月から2013年12月までパチンコ★パチスロTV!で放送されたパチンコ・パチスロ番組。初回放送は、隔週土曜日の22:00 - 23:00。

## 概要
大崎一万発が、女性MCが進行する架空番組の第1回ゲストとして出演するパチンコバラエティ番組。
MCと大崎が隣同士で同一機種をトークを交えながらノリ打ち実戦する。最終的な収支がプラスとなったらMCが大崎の頬にキス、マイナスならビンタの洗礼を受ける。

## 出演者
- 大崎一万発（パチンコライター）

## 使用曲
- 『赤いトラクター』（小林旭） - オープニング

## その他
- 実戦機種は、女性MCが打ちたい台が選ばれる
- 実戦の合間にトークコーナー（タイトルなどは無し）が挿まれる
- #12のMCが格闘家の井上由美子だったので、結果がプラスならば連続プロレス技&キス、マイナスならケツキックとなった。
- #15のMC・元AV女優の琴乃は、大崎の数少ないお気に入り女優の1人ということで、実戦前のトーク中に所有するDVDにサインをもらうなど終始ご機嫌だった。
- #33のMC・モリコケティッシュは、パチンコ・パチスロライターのヅラプロ森藤。番組唯一の男性（おねぇ）MCとして出演し、トータル収支はマイナスだったが、結果発表では大崎にビンタではなくキスをした。
- 最終回の#36は、総集編SPとして大崎とういちの2人で、トークを交えながら番組を第1回から振り返った。

## MC・結果
|     | MC （初回放送日）                    | 架空番組タイトル                               | 実戦機種                                                      | 結果                                                          |
| --- | ------------------------------------ | ---------------------------------------------- | ------------------------------------------------------------- | ------------------------------------------------------------- |
| #1  | かおりっきぃ☆ （2012年7月7日）       | かおりっきぃ☆のドル箱ロックオン                | CR天才バカボン4 〜決断の瞬間〜                                | 投資：4,000円 総出玉：18,790発 トータル収支：プラス17,790発   |
| #2  | 本多絵里子 （2012年7月21日）         | 本多絵里子の助けて!うまい人!!                  | CR天才バカボン4〜決断の瞬間〜                                 | 投資：18,500円 総出玉：6,100発 トータル収支：プラス1,475発    |
| #3  | 山内菜緒 （2012年8月4日）            | 山内菜緒のアニスロflontier                     | パチスロ マクロスフロンティア はじまりの歌、銀河に響け!       | 投資：12,000円 総出玉：826枚 トータル収支：プラス226枚        |
| #4  | 成田ゆうこ （2012年8月18日）         | 成田ゆうこのパチンコ愛$道(あいどるどう)        | CR花の慶次〜焔                                                | 投資：51,000円 総出玉：なし トータル収支：マイナス12,750発    |
| #5  | 佐々木敦子 （2012年9月1日）          | 佐々木敦子のパチンコ007                        | CRぱちんこ必殺仕事人Ⅳ                                         | 投資：25,500円 総出玉：12,093玉 トータル収支：プラス5,718玉   |
| #6  | サワ・ミオリ （2012年9月15日）       | サワ・ミオリのラブスロ三昧                     | パチスロ 鉄拳デビルVer.                                       | 投資：42,000円 総出玉：1,010枚 トータル収支：マイナス1,090枚  |
| #7  | 桜キュイン （2012年10月6日）         | 桜キュインの!キュインキュインいわしてやんよ!   | CRルパン三世 World is mine                                    | 投資：47,500円 総出玉：23,916発 トータル収支：プラス12,410発  |
| #8  | 森本レオ子 （2012年10月20日）        | 森本レオ子の友達100人出来るかな?               | CRおそ松くん HMA                                              | 投資：58,000円 総出玉：5,570個 トータル収支：マイナス8,930個  |
| #9  | ちょび （2012年11月3日）             | ちょびのちょびっと純情ひねり旅!!じゃけん!      | CR牙狼魔戒閃騎鋼                                              | 投資：22,500円 総出玉：6,693発 トータル収支：プラス1,068発    |
| #10 | 南国るりち （2012年11月17日）        | 南国るりちの南国さんって呼ばないで             | CR戦国KIZUNA 第三陣 暁の鬼 MX                                 | 投資：49,000円 総出玉：15,896玉 トータル収支：プラス3,646玉   |
| #11 | 雨宮める （2012年12月1日）           | 雨宮めるの!めるティータイム!!                  | CR元祖ハロー!プロジェクト FPL                                 | 投資：45,000円 総出玉：8,051発 トータル収支：マイナス3,199発  |
| #12 | 井上由美子 （2012年12月15日）        | 井上由美子の!闘魂!!ラブ♥タッグ!!!              | バジリスク〜甲賀忍法帳〜Ⅱ                                     | 投資：28,000円 総出玉：5,549枚 トータル収支：プラス4,149枚    |
| #13 | カブトムシゆかり （2013年1月5日）    | カブトムシゆかりの大当たり採集                 | CRリング 呪いの7日間 FPF                                      | 投資：41,500円 総出玉：15,774玉 トータル収支：プラス5,399玉   |
| #14 | 乱 （2013年1月19日）                 | 乱の!Katari Bar!!                              | 花の慶次 〜天に愛されし漢〜                                   | 投資：33,000円 総出玉：3,323枚 トータル収支：プラス1,673枚    |
| #15 | 琴乃 （2013年2月2日）                | 琴乃のパチバカMAX                              | アントニオ猪木という名のパチンコ機 〜やれるのか、本当にお前〜 | 投資：48,000円 総出玉：19,324玉 トータル収支：プラス7,324玉   |
| #16 | 銀田まい （2013年2月16日）           | 銀田まいの!銀玉サプライズ!!                    | CRぱちんこAKB48                                               | 投資：14,500円 総出玉：16,508個 トータル収支：プラス12,258個  |
| #17 | NIYA （2013年3月2日）                | NIYAのパチスロあるある魔女辞典                 | SOLT 牙狼                                                     | 投資：41,000円 総出玉：1,799枚 トータル収支：マイナス251枚    |
| #18 | 内野未来 （2013年3月16日）           | 内野未来のパチンコギリギリCHOP                 | ぱちんこ太王四神記                                            | 投資：36,500円 総出玉：11,224玉 トータル収支：プラス2,099玉   |
| #19 | 河原みのり （2013年4月6日）          | 河原みのりの!ゴーカイ! 元気にみのってます!!    | 秘宝伝 〜太陽を求める者達〜                                   | 投資：62,000円 総出玉：0枚 トータル収支：マイナス3,100枚      |
| #20 | さよまろ （2013年4月20日）           | さよまろの!夜露四苦!ノリ打ち!!                 | ぱちんこCR北斗の拳5 覇者                                      | 投資：32,000円 総出玉：17,919玉 トータル収支：プラス9,919玉   |
| #21 | セグ子 （2013年5月4日）              | セグ子の のりぱち夫婦塾                        | CR魔戒決戦 牙王                                               | 投資：77,000円 総出玉：23,687発 トータル収支：プラス4,437発   |
| #22 | 相馬ルイ （2013年5月18日）           | 相馬ルイの!エロスロ失恋劇場!!                  | パチスロ 宇宙船艦ヤマト2 〜テレサ、愛の導き〜                 | 投資：59,000円 総出玉：5,336枚 トータル収支：プラス2,386枚    |
| #23 | 岩崎紘子 （2013年6月1日）            | 岩崎紘子の銀玉英雄伝説                         | ぱちんこ冬のソナタ Final                                      | 投資：12,000円 総出玉：11,887玉 トータル収支：プラス8,887玉   |
| #24 | ななこ （2013年6月15日）             | 閉店ちゃんななこの!なな色!ノリ打ち日和!!       | パチスロ攻殻機動隊 S.A.C.                                     | 投資：26,000円 総出玉：3,021枚 トータル収支：プラス1,721枚    |
| #25 | みさお （2013年7月6日）              | アニオタスロッターみさおのわたし、気になります | バジリスク 〜甲賀忍法帳〜Ⅱ                                    | 投資：28,000円 総出玉：3,814枚 トータル収支：プラス2,414枚    |
| #26 | ななっぺ （2013年7月20日）           | ななっぺの! ノリ打ち!!7ちゃんねる!!            | CRデラックス海物語 HMB                                        | 投資：72,500円 総出玉：1,395個 トータル収支：マイナス16,730個 |
| #27 | 水崎綾 （2013年8月3日）              | 水崎綾のあなた色に染まります                   | パチスロ北斗の拳 転生の章                                     | 投資：31,000円 総出玉：1,890枚 トータル収支：プラス340枚      |
| #28 | 栗山夢衣 （2013年8月17日）           | 亀甲アイドル栗山夢衣の!CR栗山夢衣への道!!      | CR火曜サスペンス劇場                                          | 投資：18,500円 総出玉：10,933個 トータル収支：プラス6,308個   |
| #29 | 三橋玲子 （2013年8月31日）           | 三橋玲子の今度はMCしちゃうんだから!            | CRぐるぐるぱちんこ 新EX麻雀2 H-KX                             | 投資：15,500円 総出玉：6,497玉 トータル収支：プラス2,622玉    |
| #30 | せんだるか （2013年9月14日）         | せんだるかの!ぎんだまnow!!                     | ぱちんこ クロユリ団地                                         | 投資：46,000円 総出玉：4,351個 トータル収支：マイナス7,149玉  |
| #31 | 栄華 （2013年10月5日）               | EIKA'S PACHINKO SHOW                           | ぱちんこ 仮面ライダー MAX EDITION                             | 投資：48,000円 総出玉：9,867玉 トータル収支：マイナス2,133玉  |
| #32 | 伊達レン （2013年10月19日）          | 伊達レンの!オタパチ!連チャン部!!               | CRひぐらしのなく頃に頂 〜MAXver〜                             | 投資：45,500円 総出玉：12,246玉 トータル収支：プラス871玉     |
| #33 | モリコケティッシュ （2013年11月2日） | モリコケティッシュのイケメン♂大集合!           | ぱちんこ 必殺仕事人 お祭りわっしょい                          | 投資：53,500円 総出玉：3,377玉 トータル収支：マイナス9,998玉  |
| #34 | 浜田ブリトニー （2013年11月16日）    | 浜田ブリトニーの!パネェ!マヂアゲ♂るッス!!      | パチスロ北斗の拳 転生の章                                     | 投資：42,000円 総出玉：1,586枚 トータル収支：マイナス514枚    |
| #35 | 清原ゆきな （2013年11月30日）        | 清原ゆきなのパチスロフロンティア キラッ☆       | パチスロ マクロスフロンティア はじまりの歌、銀河に響け!       | 投資：7,000円 総出玉：1,194枚 トータル収支：プラス844枚       |
| #36 | 総集編SP （2013年12月14日）          | －                                             | －                                                            | －                                                            |